# Calais (Maine)
Calais is een plaats (city) in de Amerikaanse staat Maine, en valt bestuurlijk gezien onder Washington County. De plaats ligt aan de (grensrivier) St. Croix River.

## Demografie
Bij de volkstelling in 2000 werd het aantal inwoners vastgesteld op 3447.
In 2006 is het aantal inwoners door het United States Census Bureau geschat op 3277, een daling van 170 (-4,9%).

## Geografie
Volgens het United States Census Bureau beslaat de plaats een oppervlakte van
103,7 km², waarvan 88,2 km² land en 15,5 km² water. Calais ligt op ongeveer 13 m boven zeeniveau.

## Plaatsen in de nabije omgeving
De onderstaande figuur toont nabijgelegen plaatsen in een straal van 68 km rond Calais.